# Alter ego
För andra betydelser, se Alter ego (olika betydelser).
Alter ego (latin för "ett andra jag"), är ett andra jag, en ställföreträdare. 
En person med ett alter ego har två identiteter. En person med ett alter ego sägs leva ett dubbelliv. Det andra jaget är en förtrolig vän, som helt och hållet uppgår i ens tankegång och ger det korrekta uttrycket åt ens önskningar. Ordet myntades i början av 1800-talet när dissociativ identitetsstörning först beskrevs av psykologer. En person med ett alter ego sägs leva ett dubbelliv.
Ett alter ego kan till exempel används av en författare eller kompositör i sina verk. 

## Exempel på alter egon

### Verkliga personers alter egon (artister, författare, konstnärer etc)
- Serietecknaren Tony Cronstam har Elvis som sitt alter ego.
- Rap-artisten Eminems spökkaraktär Slim Shady kan kallas för Marshall Mathers alter ego.
- I Jan Guillous fiktiva romanvärld brukar journalisten Erik Ponti av många betraktas som en avbildning av honom själv. I en epilog till "Men inte om det gäller din dotter" berättas det att Erik Ponti går vidare i livet med att skriva Carl Hamiltons livsberättelse i tio volymer, vilket torde vara en rätt tydlig anspelning på Guillou själv. Även om Guillou likväl, för den som läst hans böcker, yttrar sig i karaktärer såsom Carl Hamilton och Pierre Tanguy så brukar han ej vilja kännas vid den bilden.
- Sångaren Beyoncé Knowles har ett alter ego som hon kallar Sasha Fierce.
- Rapparen Nicki Minaj har flera alter egon, bl.a. Roman Zolanski, Martha Zolanski, The Harajuku Barbie, Cookie, Female Weezy och Nicki Lewinsky, Nicky Teresa och Nicky The Boss.
- Visdiktaren Ulf Peder Olrog hade Edvard Rosenblom som sitt alter ego.
- Evert Taube hade alter egon som Fritiof Andersson och Rönnerdahl.

### Fiktiva personers alter egon
- En av de mest kända fiktiva kombinationerna torde vara Dr. Jekyll och Mr. Hyde som skrevs 1886 av Robert Louis Stevenson.[2]
- Flera av superhjältarna från DC Comics har alter egon som förklädnad: Stålmannen/Clark Kent, Batman/Bruce Wayne och Wonder Woman/Diana Prince.[3] Exakt hur dualismen mellan dessa alter egon skildras, eller vilken identitet som egentligen är mer autentisk än den andra, varierar kraftigt beroende på respektive manusförfattares egna tolkning.[3]
- Samma fenomen med alter egon och dubbla identiteter förekommer även i Marvels superhjältestall: Spider-Man/Peter Parker och Hulken/Bruce Banner.[3]